# 約瑟夫·謝里丹·勒·法努
约瑟夫·謝里丹·勒·法努（Joseph Sheridan Le Fanu，1814年8月28日—1873年2月7日），或譯约瑟夫·謝里丹·勒法努、约瑟夫·雪利登·勒芬纽，是一名愛爾蘭恐怖小說作家，其短篇小說代表作有《西拉斯叔叔》和《卡蜜拉》。

## 生平
谢里丹·勒·法努出生於都柏林下多明尼克街45號（45 Lower Dominick Street），父母是胡格诺派信徒，其父名叫托馬斯·菲利普·勒·法努（Thomas Philip Le Fanu，1784–1845），其母名叫艾瑪·盧克雷齊婭·多宾（Emma Lucretia Dobbin），他有一個姐姐（Catherine Frances）和一個弟弟（William Richard）。他的祖母艾丽西娅·谢里丹·勒·法努（Alicia Sheridan Le Fanu）和爺爺的兄弟都是劇作家，他的母親也愛好寫作。他出生一年內，其父到皇家愛爾蘭軍事學校（Royal Hibernian Military School）當牧師，因此全家也搬到學校所在的凤凰公园。鳳凰公園和周遭風景後來曾多次出現在謝里丹的作品中。
1826年，他家又因其父的工作變動搬到利默里克郡的阿賓頓（Abington）。他雖然有個家庭教師，但並不會教書，最後遭辭退。謝里丹在其父的書房裡靠自己擴充知識。15歲時，他開始寫詩。
1832年，受什一稅戰爭影響，全家搬回都柏林饕，住在南郊的威廉姆斯大道（Williamstown Avenue）。他家的家境每況愈下，其父在1845年去世時，家裡已經一貧如洗。
謝里丹靠走讀讀完了都柏林大學三一學院，1838年開始為《都柏林大學雜誌》（Dublin University Magazine）供稿。同年，他在該雜誌上出版了自己的第一篇鬼故事《The Ghost and the Bone-Setter》。1839年他當上律師，但不久就轉做新聞工作。1845年開始直至逝世，他一共出版了14部小說。1861年至1869年間，他還是《都柏林大學雜誌》的老闆。他1872年出版的《在黑暗之瓶中》包含了《卡蜜拉》在內的、他最好的五部作品。